# 坂口記念館
坂口記念館（さかぐちきねんかん）は、新潟県上越市頸城区にある、日本酒に関する展示施設。近代の酒作りに貢献した微生物学者・農学博士坂口謹一郎の業績を主に、頸城地方の酒作りについて紹介するための施設である。

## 酒杜り館（さかもりかん）
頸城区の庄屋の家系に生まれ、応用微生物学の世界的権威で「酒の博士」として知られる坂口謹一郎の遺品や業績を展示品やビデオ映像により紹介し、その人物像を紹介する館。酒造用具の展示、新潟県の地酒の紹介、坂口謹一郎の功績の紹介がされている。歴史的にも多くの蔵人を日本各地に輩出してきた頸城区の紹介と、蔵人が酒造工程で歌った「酒づくり唄」の保存継承を目的に酒造り唄の実演も行われる。

## 楽縫庵（らくほうあん）
頸城区の大肝煎だった坂口家の旧家の雰囲気を再現した建物。平安時代の『池亭記』（ちていき）に、一生働いてようやく小さな邸宅を持つことができ、「老蚕まゆを成し　しらみその縫い目を楽しむ」という名句を残した下級役人の心情と、この地に落ち着くことになった坂口謹一郎の心情が一致したことから、「楽縫庵」と名づけられた。内部に坂口の書斎も再現されている。またこの中では、1銘柄100円で新潟県内の日本酒が試飲できる。

## 雪椿園（ゆきつばきえん）
雪椿園は、坂口が「こしのくにのしるしのはなのゆきつばき　ともがきこぞりてうえみてませり」と和歌に詠み、私財を投入して地元文化人と「雪椿保存会」を結成し、雪椿の保存育成に努めたことによる。約100本の雪椿が園内に植樹されている。

## 施設概要
- 敷地面積：約4000m2
- 開館時間：午前10時～午後4時
- 休館日：毎週月曜日、年末年始、祝日の翌日
- 入館料：200円、中学生以下無料